# Bruno Rodrigues
Bruno Rafael Rodrigues do Nascimento (ur. 7 marca 1997 w Ceará-Mirim) – brazylijski piłkarz występujący na pozycji skrzydłowego lub napastnika, od 2024 roku zawodnik Palmeiras.